# Rio Chindeni
O Rio Chindeni é um rio da Romênia, afluente do Mureş, localizado no distrito de Harghita.